# Воздушные корни

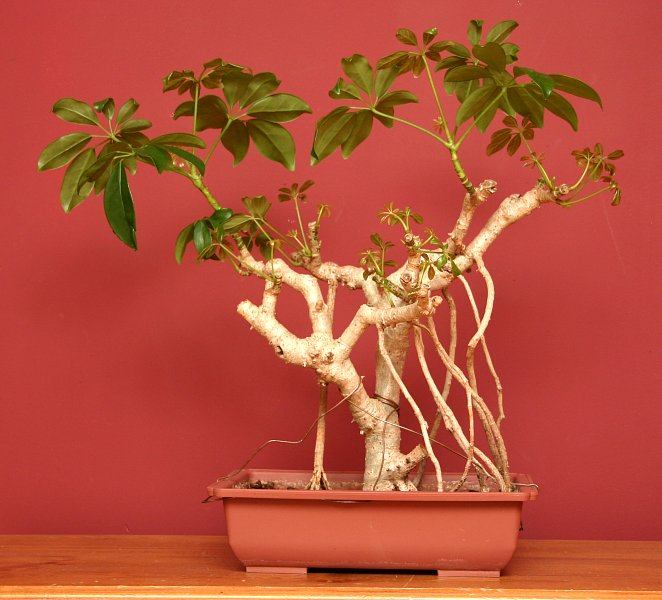
Комнатный бонсай Heptapleurum arboricola с характерными обнаженными воздушными корнями

Воздушные корни, или дыхательные корни — корни растений, выполняют функцию дополнительного дыхания.
Растут в надземной части. Поглощают дождевую воду и кислород из воздуха.

## Распространение
Характерны для лиан и эпифитов (из семейств орхидных, ароидных и др.). У некоторых тропических деревьев (например, у индийского баньяна) воздушные корни свешиваются с ветвей, и, достигая почвы, становятся корнями-подпорками.
Образуются у многих тропических, в особенности у мангровых растений в условиях недостатка минеральных солей в почве тропического леса; начинают расти подземно, а затем выходят на поверхность.
Встречаются и у растений умеренного пояса.

## Формы
Воздушные корни могут иметь разнообразную форму: змеевидную, коленчатую, спаржевидную (растущие вертикально вверх пневматофоры).

## «Дыхание»
Основным способом движения газов в дыхательных корнях является диффузия через чечевички и аеренхиму. В мангровых лесах этому помогает повышение давления воды при приливе, при котором корни сжимаются и часть воздуха выдавливается, а также понижение давления воды при отливе, при котором воздух засасывается в корни. Это можно сравнить со вдохом и выдохом у позвоночных.